# إيليا بافلوف
إيليا بافلوف (بالبلغارية: Илия Павлов)‏ هو شخصية أعمال بلغاري، ولد في 6 أغسطس 1960 في مقاطعة مدينة صوفيا في بلغاريا، وتوفي في 7 مارس 2003 في صوفيا في بلغاريا.